# ドイツ＝ハノーファー党
ドイツ＝ハノーファー党（ドイツ語: Deutsch-Hannoversche Partei、略称DHP）は、かつて存在したドイツの政党。

## 党史
1866年の普墺戦争の結果、ハノーファー王国がプロイセン王国に併合された。それに抗議してハノーファー王国とヴェルフ王室（ハノーファー家）を再興するための政党として1869年にドイツ＝ハノーファー党が結党された。ハノーファーの王室の名前から「ヴェルフ党」とも呼ばれる。
旧ハノーファー王国の貴族、農民、都市部の中産階級などから支持される保守的な連邦主義の政党でプロイセン・ハノーファー県の地域政党ともいうべき小政党となった。
当初はハノーファー王国再建のためにかなり攻撃的な要求をしたため、1878年8月頃にドイツ帝国・プロイセン王国首相オットー・フォン・ビスマルクは党の禁止を検討したが、その後穏健化した。
第一次世界大戦後にドイツが共和政になった後もハノーファー県のプロイセン州からの独立の国民投票を目指したが、そのための1924年5月の事前投票でハノーファー住民の4分の1しか国民投票を支持しなかったため挫折した。
国家社会主義ドイツ労働者党 (NSDAP) の政権掌握後の1933年7月1日に自主解散に追い込まれた。
第二次世界大戦後、ニーダーザクセン州の地域政党という後継政党的な党としてドイツ党が創設された。

## 選挙結果

### 帝国議会
帝政期の帝国議会（Reichstag）におけるドイツ＝ハノーファー党の党勢。
- 選挙制度は小選挙区[3]
- 選挙権は25歳以上の男性[3]

| 1871年3月3日          | 52,000票  | 1.4% | 6議席（382議席）  | 第8党  |
| 1874年1月10日         | 73,000票  | 1.4% | 4議席（397議席）  | 第9党  |
| 1877年1月10日         | 85,000票  | 1.6% | 4議席（397議席）  | 第10党 |
| 1878年7月30日         | 100,000票 | 1.7% | 10議席（397議席） | 第8党  |
| 1881年10月27日        | 86,700票  | 1.7% | 10議席（397議席） | 第10党 |
| 1884年10月28日        | 96,400票  | 1.7% | 11議席（397議席） | 第9党  |
| 1887年2月21日         | 112,800票 | 1.5% | 4議席（397議席）  | 第9党  |
| 1890年2月20日         | 112,700票 | 1.6% | 11議席（397議席） | 第8党  |
| 1893年6月15日         | 101,800票 | 1.3% | 7議席（397議席）  | 第12党 |
| 1898年6月16日         | 105,200票 | 1.3% | 9議席（397議席）  | 第11党 |
| 1903年6月16日         | 94,300票  | 1.0% | 6議席（397議席）  | 第11党 |
| 1907年1月25日         | 78,200票  | 0.7% | 1議席（397議席）  | 第14党 |
| 1912年1月12日         | 84,600票  | 0.8% | 5議席（397議席）  | 第10党 |
| 出典：Nohlen & Stöver |           |      |                   |        |

### 国民議会・国会
ヴァイマル共和政期からナチス政権期の国民議会（Nationalversammlung、1919年時のみの議会名称）および国会（Reichstag）におけるドイツ＝ハノーファー党の党勢。
- 選挙制度は比例代表制[3]
- 選挙権は20歳以上の男女[3]

| 選挙日             | 得票      | 得票率 | 議席数 (総議席数) | 議席順位 |
| ------------------ | --------- | ------ | ----------------- | -------- |
| 1919年1月19日      | 77,226票  | 0.3%   | 1議席 (421議席)   | 第8党    |
| 1920年6月6日       | 319,108票 | 1.1%   | 5議席 (459議席)   | 第8党    |
| 1924年5月4日       | 319,792票 | 1.1%   | 5議席 (472議席)   | 第11党   |
| 1924年12月7日      | 261,549票 | 0.9%   | 4議席 (493議席)   | 第12党   |
| 1928年5月20日      | 195,555票 | 0.6%   | 4議席 (491議席)   | 第12党   |
| 1930年9月14日      | 144,286票 | 0.4%   | 3議席 (577議席)   | 第14党   |
| 1932年7月31日      | 46,927票  | 0.1%   | 0議席 (608議席)   | 議席無   |
| 1932年11月6日      | 63,966票  | 0.2%   | 1議席 (584議席)   | 第12党   |
| 1933年3月5日       | 47,743票  | 0.1%   | 0議席 (647議席)   | 議席無   |
| 出典：Gonschior.de |           |        |                   |          |